# Microrregión de Linhares
La microrregión de Linhares es una de las microrregiones del estado brasileño del Espírito Santo perteneciente a la mesorregión Litoral Norte Espírito-Santense. Su población fue estimada en 2011 por el IBGE en 312.992 habitantes y está dividida en siete municipios. Posee un área total de 6.928,810 km².
La sede de esta microrregión es Linhares, que tiene a mayor área, población y producto interno bruto (PIB), además de pior distribución de salario. Otro municipio importante es Aracruz, con mayor PIB per capita y los segundos mayores valores en área, población, PIB y coeficiente de Gini.
También componen la región, con la mejor distribución de salario, Fundão (municipio más densamente poblado) y Juán Neiva. Ibiraçu es el municipio con mejor Índice de Desarrollo Humano (IDH) y menor población y área. Completan la microrregión Sooretama, de menor IDH, y Río Bananal, de menor densidad demográfica y PIB per capita.

## Municipios
| Municipio     | Área     | Población (2011) | Densidad demográfica | PIB (2008) | PIB per cápita (2008) | IDH-M (2000) | Coeficiente de Gini (2003) |
| ------------- | -------- | ---------------- | -------------------- | ---------- | --------------------- | ------------ | -------------------------- |
| Aracruz       | 1436,020 | 83 152           | 57,9                 | 1975,875   | 25.119,82             | 0,772 ·      | 0,46                       |
| Fundão        | 279,648  | 17 333           | 62,0                 | 195 260    | 11.883,65             | 0,752 ·      | 0,42                       |
| Ibiraçu       | 199,824  | 11 257           | 56,3                 | 177 162    | 16.520,16             | 0,780 ·      | 0,44                       |
| João Neiva    | 272,865  | 15 848           | 58,1                 | 162 151    | 11.090,31             | 0,766 ·      | 0,42                       |
| Linhares      | 3501,604 | 143 508          | 41,0                 | 2 314 608  | 17.447,15             | 0,757 ·      | 0,48                       |
| Río Bananal   | 645,483  | 17 623           | 27,3                 | 181 501    | 10.523,61             | 0,725 ·      | 0,45                       |
| Sooretama     | 593,366  | 24 271           | 40,9                 | 263,118    | 11.073,54             | 0,702 ·      | 0,43                       |
| Total o media | 6928,81  | 312 992          | 45,2                 | 5 269 675  | 17.917,61             |              |                            |

## Galería

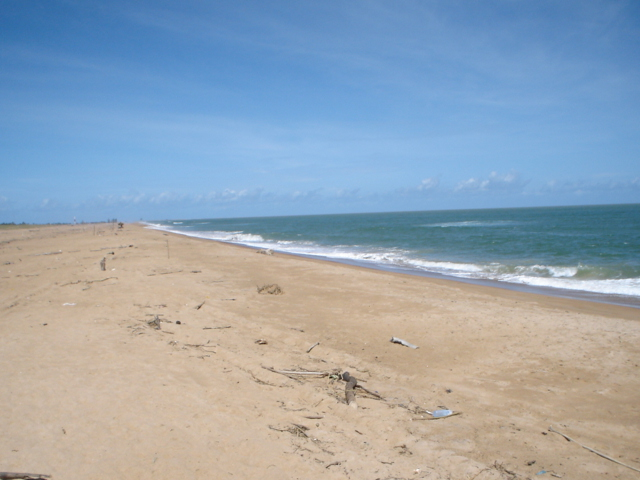
Regencia, en Linhares
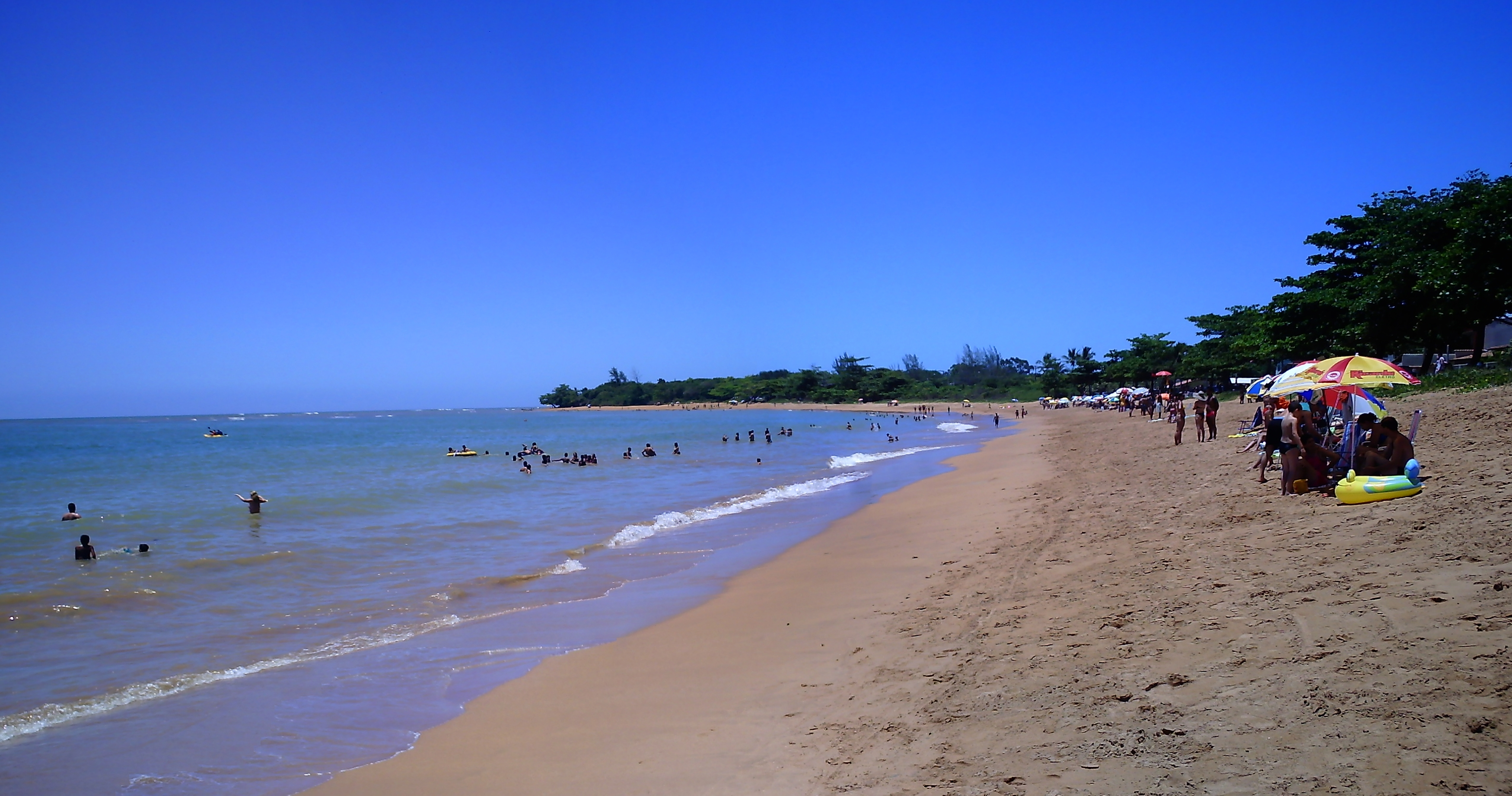
Putiri, en Aracruz
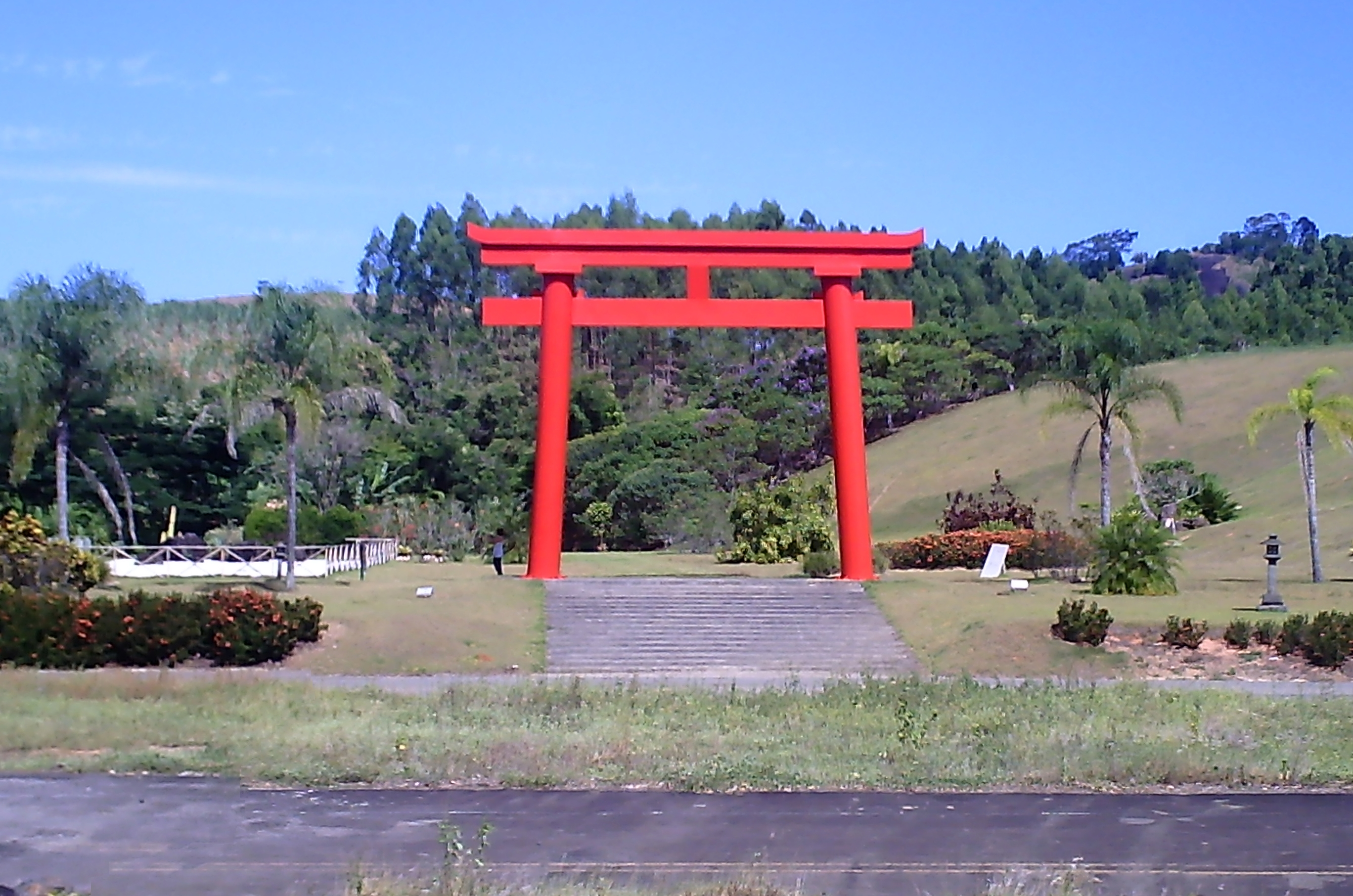
Torii del Monasterio Zen Colina de la Vargem, en Ibiraçu
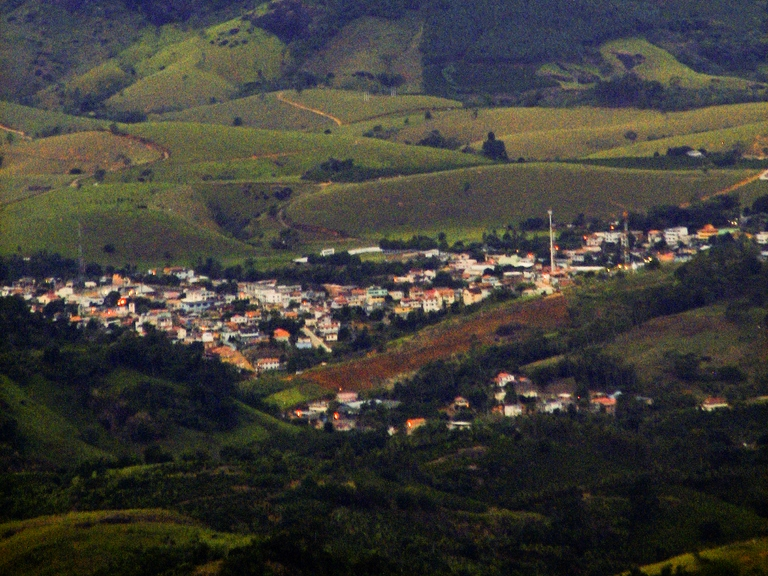
Pico del Goiapaba-Açu